# Saint-Forgeux-Lespinasse
Saint-Forgeux-Lespinasse ist eine französische Gemeinde mit 594 Einwohnern (Stand 1. Januar 2022) im Département Loire in der Region Auvergne-Rhône-Alpes (vor 2016 Rhône-Alpes). Sie gehört zum Arrondissement Roanne und zum Kanton Renaison. Die Einwohner werden Ferréolois genannt.

## Geographie
Die Gemeinde Saint-Forgeux-Lespinasse liegt am Fluss Teyssonne, rund 17 Kilometer nordwestlich von Roanne im Weinbaugebiet Côte Roannaise, das sich an den Abhängen der Bergkette Monts de la Madeleine erstreckt. Umgeben wird Saint-Forgeux-Lespinasse von den Nachbargemeinden Changy im Westen und Norden, Vivans im Norden, Noailly im Osten, Saint-Germain-Lespinasse im Südosten und Süden sowie Ambierle im Süden und Südwesten. Durch die Gemeinde führt die Route nationale 7.

## Bevölkerungsentwicklung
| Jahr                       | 1962 | 1968 | 1975 | 1982 | 1990 | 1999 | 2006 | 2015 | 2022 |
| Einwohner                  | 468  | 437  | 385  | 404  | 416  | 416  | 477  | 632  | 594  |
| Quellen: Cassini und INSEE |      |      |      |      |      |      |      |      |      |

## Sehenswürdigkeiten
- Kirche Saint-Ferréol aus dem 14. Jahrhundert
- Schloss von Lespinasse
- Donjon aus dem 12. Jahrhundert

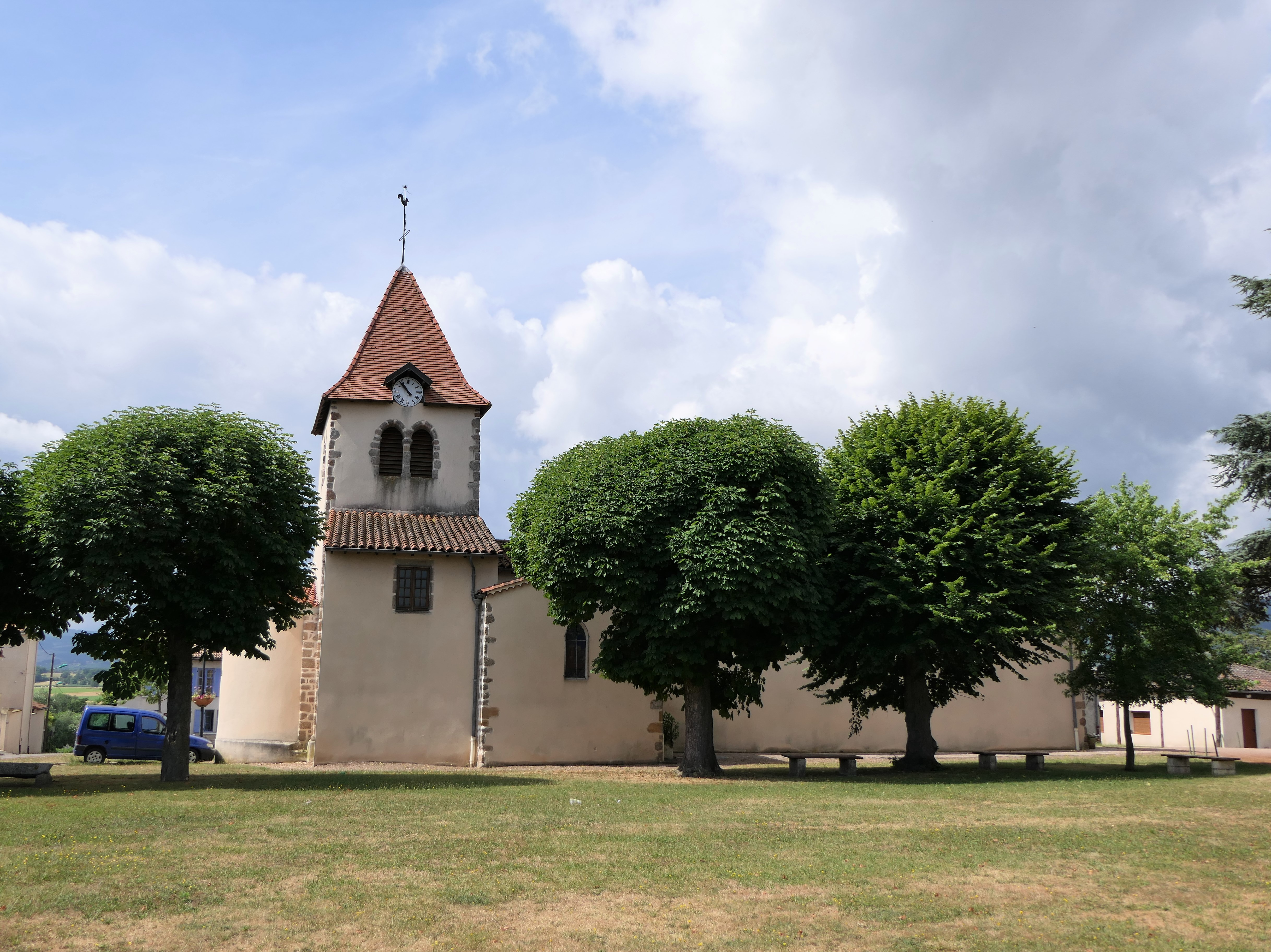
Kirche Saint-Ferréol
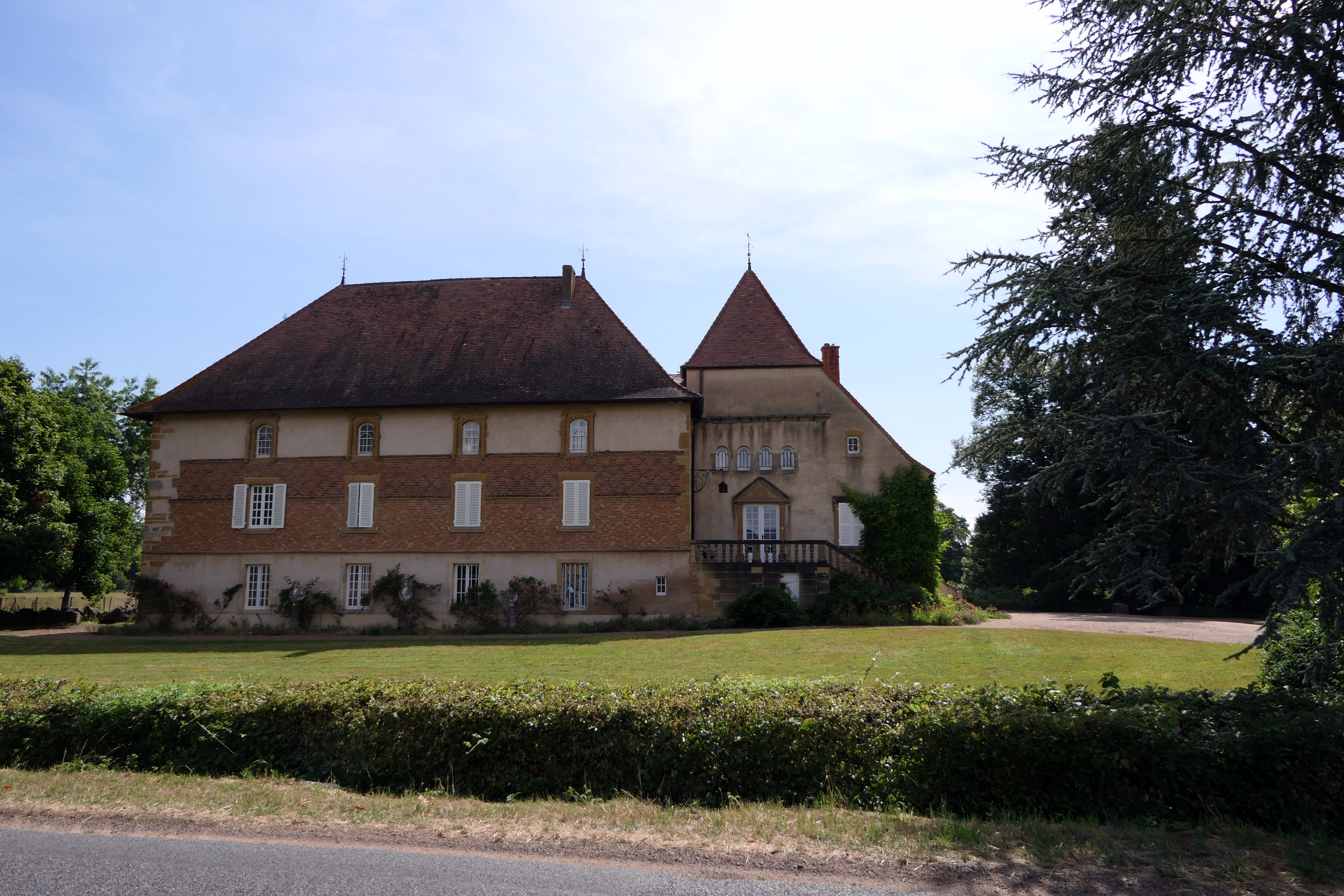
Schloss
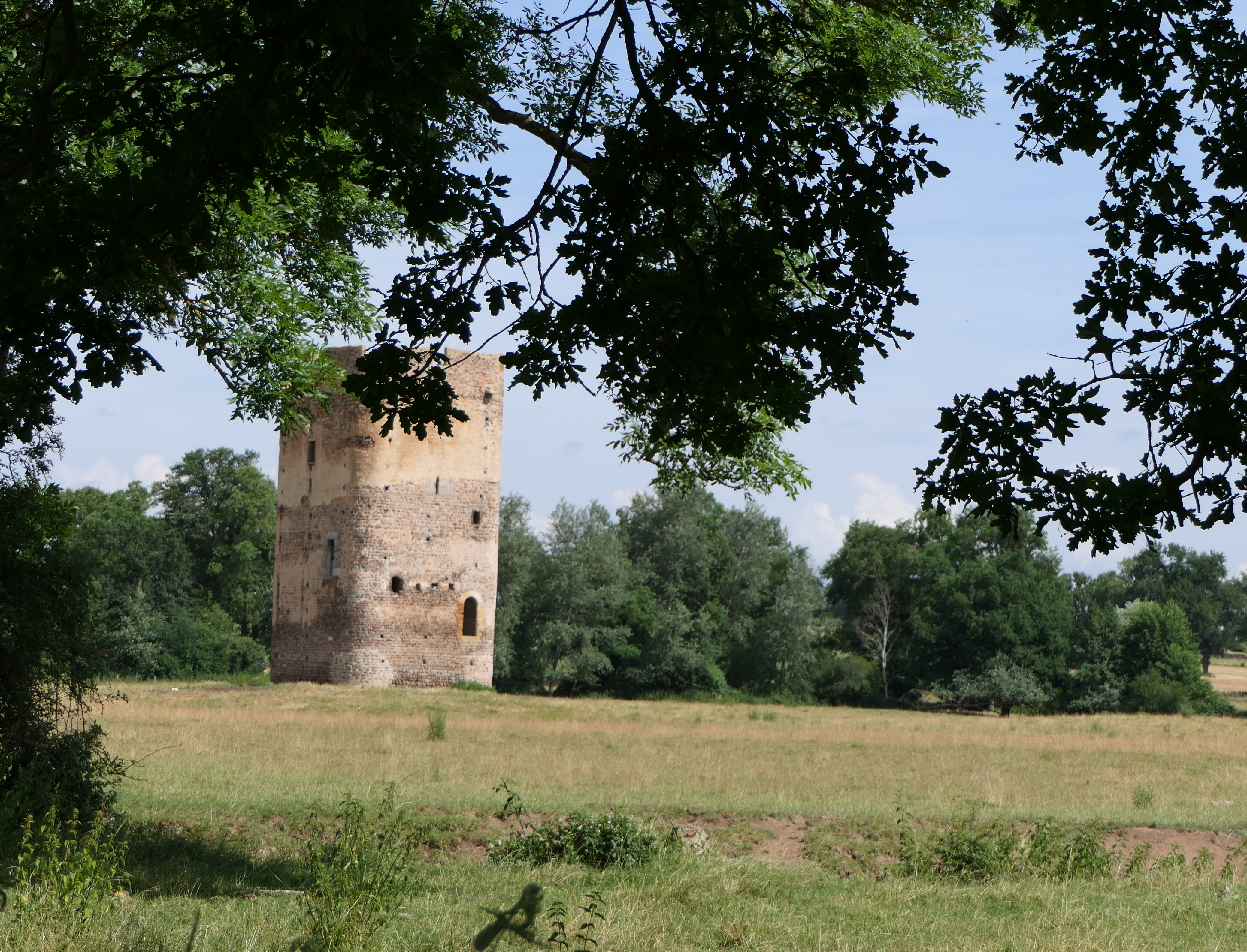
Donjon